# Suzie Higgie
Suzie Higgie es una cantante, guitarrista y compositora australiana. Es vocalista y guitarrista en la banda de rock alternativo Falling Joys, formada en Canberra en 1985.
A la fecha Suzie ha grabado cinco álbumes y numerosos sencillos - tres álbumes con Falling Joys y dos como solista. Soon Will Be Tomorrow es una colaboración con Conway Savage de la banda Nick Cave and the Bad Seeds, y Songs of Habit fue producido por ella misma.
Suzie es hermana de Jennifer Higgie, novelista, guionista y coeditora de la revista británica sobre arte Frieze. Su hermano es Andrew Higgie, un productor de teatro y televisión radicado en Londres. Su sobrina es la ilustradora y artista callejera Anna Higgie. Suzie está casada con Matt Crosbie (ingeniero de sonido de Nick Cave) con el que tiene dos hijos, Alice y Oliver.

## Discografía

### Falling Joys
| Año  | Título    | Discográfica | Listas                                                                                          |
| ---- | --------- | ------------ | ----------------------------------------------------------------------------------------------- |
| 1990 | Wish List | Volition     | #1 Australian Independent Album Chart - #51 Australian Album Chart - #45 US College Album Chart |
| 1992 | Psychohum | Volition     | #1 Australian Independent Album Chart - No. 35 ARIA Albums Chart                                |
| 1993 | Aerial    | Volition     | #1 Australian Independent Album Chart - No. 46 ARIA Albums Chart                                |